# Ваккер Аделаїда Яківна
Аделаї́да (Аде́ль) Я́ківна Ва́ккер (нар. 16 (4) грудня 1848, Ревель, нині Таллінн — ?) — камерна співачка (сопрано) і музичний педагог. Викладала вокал в Київському музичному училищі ІРМТ.

## Життєпис
Народилась 16 (4) грудня 1848 в Таллінні.
У травні 1876 року отримала диплом Московської консерваторії (клас співу Берти Вальзек).
Брала активну участь в концертах Київського відділення ІРМТ (виконувала твори М. Глинки, А. Рубінштейна, Ф. Шуберта, Ф. Мендельсона).
1876—1877 викладала в Київському музичному училищі, згодом в різних московських навчальних закладах.
Серед її учнів — О. Аксюк, А. Запольська, М. Медведєв.